# Champ Car sezona 2004
Champ Car sezona 2004 je bila prva sezona serije Champ Car, ki je nasledila serijo CART in je potekala med 18. aprilom in 7. novembrom 2004.

## Dirkači in moštva
| Moštvo                  | Šasija      | Motor                         | Gume | Št | Dirkač                                     |
| ----------------------- | ----------- | ----------------------------- | ---- | -- | ------------------------------------------ |
| Forsythe Racing         | Lola B02/00 | Ford Cosworth 2.65 L Turbo V8 | B    | 1  | Paul Tracy                                 |
| Forsythe Racing         | Lola B02/00 | Ford Cosworth 2.65 L Turbo V8 | B    | 3  | Rodolfo Lavin                              |
| Forsythe Racing         | Lola B02/00 | Ford Cosworth 2.65 L Turbo V8 | B    | 7  | Patrick Carpentier                         |
| Newman/Haas Racing      | Lola B02/00 | Ford Cosworth 2.65 L Turbo V8 | B    | 2  | Sébastien Bourdais                         |
| Newman/Haas Racing      | Lola B02/00 | Ford Cosworth 2.65 L Turbo V8 | B    | 6  | Bruno Junqueira                            |
| Herdez Competition      | Lola B02/00 | Ford Cosworth 2.65 L Turbo V8 | B    | 4  | Ryan Hunter-Reay                           |
| Herdez Competition      | Lola B02/00 | Ford Cosworth 2.65 L Turbo V8 | B    | 55 | Mario Domínguez                            |
| Walker Racing           | Reynard 02I | Ford Cosworth 2.65 L Turbo V8 | B    | 5  | Mario Haberfeld                            |
| Walker Racing           | Reynard 02I | Ford Cosworth 2.65 L Turbo V8 | B    | 15 | David Besnard                              |
| Walker Racing           | Reynard 02I | Ford Cosworth 2.65 L Turbo V8 | B    | 15 | Michael Valiante                           |
| Rocketsports Racing     | Lola B02/00 | Ford Cosworth 2.65 L Turbo V8 | B    | 8  | Alex Tagliani                              |
| Rocketsports Racing     | Lola B02/00 | Ford Cosworth 2.65 L Turbo V8 | B    | 17 | Nelson Philippe Memo Gidley Guy Smith      |
| RuSPORT                 | Lola B02/00 | Ford Cosworth 2.65 L Turbo V8 | B    | 9  | Michel Jourdain, Jr.                       |
| RuSPORT                 | Lola B02/00 | Ford Cosworth 2.65 L Turbo V8 | B    | 10 | A. J. Allmendinger                         |
| PKV Racing              | Lola B02/00 | Ford Cosworth 2.65 L Turbo V8 | B    | 12 | Jimmy Vasser                               |
| PKV Racing              | Lola B02/00 | Ford Cosworth 2.65 L Turbo V8 | B    | 21 | Roberto Gonzalez                           |
| Mi-Jack Conquest Racing | Reynard 02I | Ford Cosworth 2.65 L Turbo V8 | B    | 14 | Nelson Philippe Alex Sperafico             |
| Mi-Jack Conquest Racing | Reynard 02I | Ford Cosworth 2.65 L Turbo V8 | B    | 34 | Justin Wilson                              |
| Dale Coyne Racing       | Lola B02/00 | Ford Cosworth 2.65 L Turbo V8 | B    | 11 | Oriol Servia                               |
| Dale Coyne Racing       | Lola B02/00 | Ford Cosworth 2.65 L Turbo V8 | B    | 19 | Tarso Marques Gaston Mazzacane Jarek Janis |

## Rezultati

### Velike nagrade
| Št | Ime                                   | Pole poz.          | Najh. krog         | Zmagovalec         | Zmag. moštvo        | Poročilo |
| -- | ------------------------------------- | ------------------ | ------------------ | ------------------ | ------------------- | -------- |
| 1  | Toyota Grand Prix of Long Beach       | Bruno Junqueira    | Sébastien Bourdais | Paul Tracy         | Forsythe Racing     | Poročilo |
| 2  | Tecate/Telmex Grand Prix of Monterrey | Sébastien Bourdais | Sébastien Bourdais | Sébastien Bourdais | Newman/Haas Racing  | Poročilo |
| 3  | Time Warner Cable Road Runner 250     | Ryan Hunter-Reay   | Ryan Hunter-Reay   | Ryan Hunter-Reay   | Herdez Competition  | Poročilo |
| 4  | Grand Prix of Portland                | Sébastien Bourdais | Bruno Junqueira    | Sébastien Bourdais | Newman/Haas Racing  | Poročilo |
| 5  | US Bank Cleveland Grand Prix          | Paul Tracy         | Bruno Junqueira    | Sébastien Bourdais | Newman/Haas Racing  | Poročilo |
| 6  | Molson Indy Toronto                   | Sébastien Bourdais | Sébastien Bourdais | Sébastien Bourdais | Newman/Haas Racing  | Poročilo |
| 7  | Molson Indy Vancouver                 | Paul Tracy         | Paul Tracy         | Paul Tracy         | Forsythe Racing     | Poročilo |
| 8  | Chicago Tribune Road America          | Sébastien Bourdais | Bruno Junqueira    | Alex Tagliani      | Rocketsports Racing | Poročilo |
| 9  | Centrix Financial Denver Grand Prix   | Sébastien Bourdais | Sébastien Bourdais | Sébastien Bourdais | Newman/Haas Racing  | Poročilo |
| 10 | Molson Indy Montreal                  | Sébastien Bourdais | Sébastien Bourdais | Bruno Junqueira    | Newman/Haas Racing  | Poročilo |
| 11 | Bridgestone Grand Prix of Monterey    | Sébastien Bourdais | Mario Dominguez    | Patrick Carpentier | Forsythe Racing     | Poročilo |
| 12 | Bridgestone 400 by Corona             | Patrick Carpentier | Bruno Junqueira    | Sébastien Bourdais | Newman/Haas Racing  | Poročilo |
| 13 | Lexmark Indy 300                      | Paul Tracy         | Bruno Junqueira    | Bruno Junqueira    | Newman/Haas Racing  | Poročilo |
| 14 | Gran Premio Telmex                    | Sébastien Bourdais | Sébastien Bourdais | Sébastien Bourdais | RuSPORT             | Poročilo |

### Dirkači
| Poz | Dirkač       | LGB | MOT | MIL | POR | CLE | TOR | VAN | ROA | DEN | MON | LAG | LVG | SUR | MEX | Toč |
| --- | ------------ | --- | --- | --- | --- | --- | --- | --- | --- | --- | --- | --- | --- | --- | --- | --- |
| 1   | Bourdais     | 3   | 1   | Ret | 1   | 1   | 1   | 5   | 3   | 1   | Ret | 8   | 1   | 2   | 1   | 369 |
| 2   | Junqueira    | 2   | 2   | 6   | 2   | 2   | Ret | 4   | 15  | 3   | 1   | 2   | 2   | 1   | 2   | 341 |
| 3   | Carpentier   | 4   | 4   | 2   | 4   | Ret | 3   | Ret | 14  | 9   | 2   | 1   | 3   | Ret | 6   | 266 |
| 4   | Tracy        | 1   | 7   | Ret | 3   | Ret | 5   | 1   | 12  | 2   | 4   | 10  | Ret | 4   | 10  | 254 |
| 5   | Dominguez    | 5   | 3   | 8   | Ret | 8   | Ret | 6   | 5   | 4   | 3   | 11  | 7   | 3   | 8   | 244 |
| 6   | Allmendinger | 12  | Ret | 5   | 6   | 6   | 11  | 3   | 13  | 5   | 5   | Ret | 6   | 6   | 3   | 229 |
| 7   | Tagliani     | 8   | 5   | 13  | 7   | 3   | 7   | 7   | 1   | 10  | 7   | 6   | 16  | Ret | 11  | 218 |
| 8   | Vasser       | Ret | Ret | 4   | 8   | 5   | 2   | 10  | 8   | Ret | 8   | Ret | 5   | 12  | 5   | 201 |
| 9   | Hunter-Reay  | 7   | 8   | 1   | 12  | 11  | 8   | 8   | 4   | Ret | Ret | 5   | 13  | 5   | 19  | 199 |
| 9   | Servia       | Ret | 14  | 7   | 11  | 4   | 9   | 12  | 6   | 6   | 9   | 3   | 12  | 13  | 7   | 199 |
| 11  | Wilson       | 6   | 6   | 11  | 5   | Ret | 12  | 14  | 7   | 7   | Ret | Ret | 8   | 8   | 4   | 188 |
| 12  | Jourdain Jr. | 11  | 11  | 3   | 14  | Ret | Ret | 2   | 9   | 14  | 6   | 4   | 11  | Ret | 9   | 185 |
| 13  | Haberfeld    | 9   | Ret | 10  | 9   | Ret | 4   | 9   | 11  | 8   | 13  | 7   | 14  | 14  | 15  | 157 |
| 14  | Lavin        | 10  | 13  | Ret | Ret | 9   | Ret | Ret | 2   | 11  | 11  | 12  | 4   | 15  | 13  | 156 |
| 15  | Gonzalez     | Ret | 9   | Ret | 10  | 7   | Ret | 13  | 16  | 12  | 10  | Ret | 10  | 11  | 12  | 136 |
| 16  | Philippe     | 13  | 10  | 14  | 15  | 10  |     |     |     | 14  | 13  | 16  | 13  | 14  | 19  | 89  |
| 17  | Mazzacane    |     |     | Ret | 13  | 12  | 6   | DNS | Ret | 15  | 12  | 13  | 15  |     |     | 73  |
| 18  | Smith        |     |     |     |     |     |     |     | 10  | Ret | Ret | 9   | Ret | 9   | 17  | 53  |
| 19  | Sperafico    | Ret | Ret | 15  | 16  | 13  | 10  | Ret | 17  |     |     |     |     |     |     | 47  |
| 20  | Besnard      |     |     |     |     |     |     |     |     |     |     |     |     | 7   |     | 18  |
| 21  | Gidley       |     |     |     |     |     | Ret | 11  |     |     |     |     |     |     |     | 15  |
| 22  | Marques      | Ret | Ret |     |     |     |     |     |     |     | 18  |     |     |     |     | 9   |
| 23  | Valiante     |     |     |     |     |     |     |     |     |     |     |     |     |     | 14  | 7   |
| 24  | Janis        |     |     |     |     |     |     |     |     |     |     |     |     | Ret |     | 3   |
| Poz | Dirkač       | LGB | MOT | MIL | POR | CLE | TOR | VAN | ROA | DEN | MON | LAG | LVG | SUR | MEX | Toč |

| Barva        | Rezultat                                         |
| ------------ | ------------------------------------------------ |
| Zlata        | Zmagovalec                                       |
| Srebrna      | Drugouvrščeni                                    |
| Bronasta     | Tretjeuvrščeni                                   |
| Zelena       | Uvrščen v točkah                                 |
| Modra        | Uvrščen izven točk                               |
| Vijolična    | Ni uvrščen (Ret)                                 |
| Rdeča        | Ni kvalificiran (DNQ) Ni predkvalificiran (DNPQ) |
| Črna         | Diskvalificiran (DSQ)                            |
| Bela         | Ni startal (DNS)                                 |
| Svetlo modra | Le treniral (PO)                                 |
| Svetlo modra | Petkov testni dirkač (TD)                        |
| Prazna       | Ni treniral (DNP)                                |
| Prazna       | Poškodovan (Inj)                                 |
| Prazna       | Izločen (EX)                                     |
| Prazna       | Ni prišel (DNA)                                  |
| Prazna       | Ni dirkal                                        |

### Pokal narodov
| Poz | Država              | LGB | MOT | MIL | POR | CLE | TOR | VAN | ROA | DEN | MON | LAG | LVG | SUR | MEX | Toč |
| --- | ------------------- | --- | --- | --- | --- | --- | --- | --- | --- | --- | --- | --- | --- | --- | --- | --- |
| 1   | Kanada              | 1   | 4   | 2   | 3   | 3   | 3   | 1   | 1   | 2   | 2   | 1   | 3   | 4   | 6   | 380 |
| 2   | Francija            | 3   | 1   | 14  | 1   | 1   | 1   | 5   | 3   | 1   | 13  | 8   | 1   | 2   | 1   | 358 |
| 3   | Brazilija           | 2   | 2   | 6   | 2   | 2   | 4   | 4   | 11  | 3   | 1   | 2   | 2   | 1   | 2   | 352 |
| 4   | ZDA                 | 7   | 8   | 1   | 6   | 5   | 2   | 3   | 4   | 5   | 5   | 5   | 5   | 5   | 3   | 310 |
| 5   | Mehika              | 5   | 3   | 3   | 10  | 7   | Ret | 2   | 2   | 4   | 3   | 4   | 4   | 3   | 8   | 295 |
| 6   | Španija             | Ret | 14  | 7   | 11  | 4   | 9   | 12  | 6   | 6   | 9   | 3   | 12  | 13  | 7   | 195 |
| 7   | Združeno kraljestvo | 6   | 6   | 11  | 5   | Ret | 12  | 14  | 7   | 7   | Ret | 9   | 8   | 8   | 4   | 195 |
| 8   | Argentina           |     |     | Ret | 13  | 12  | 6   |     | Ret | 15  | 12  | 13  | 15  |     |     | 73  |
| 9   | Avstralija          |     |     |     |     |     |     |     |     |     |     |     |     | 7   |     | 17  |
| 10  | Češka               |     |     |     |     |     |     |     |     |     |     |     |     | Ret |     | 3   |
| Poz | Država              | LGB | MOT | MIL | POR | CLE | TOR | VAN | ROA | DEN | MON | LAG | LVG | SUR | MEX | Toč |